# MZ
MZ – Motorradwerk Zschopau, obecnie Motorenwerke Zschopau – niemiecki producent motocykli z fabryką w Zschopau na terenie dawnej NRD, obecnie Niemiec. Wchodził w skład zjednoczenia IFA. MZ jest obok czeskiej Jawy jedną z najbardziej znanych w Polsce marek motocykli produkowanych w byłym bloku wschodnim.

## Historia
Fabryka istnieje od 1906 roku, kiedy to Duńczyk Jørgen Skafte Rasmussenn kupił opuszczoną fabrykę włókienniczą. Produkcja motocykli zaczęła się jednak dopiero w 1922 roku, a firma działała wtedy pod nazwą DKW. Pierwszym motocyklem był Reichsfahrt o pojemności skokowej silnika 148 cm³ i mocy 2,5 KM. Po II wojnie światowej dotknięta zniszczeniami wojennymi fabryka DKW znalazła się w radzieckiej strefie okupacyjnej, a późniejszej NRD. Najpierw funkcjonowała w ramach grupy IFA, w roku 1956 zmieniła nazwę na MZ i tak działała do 1991 roku. To właśnie z tego okresu pochodzą najbardziej znane w Polsce modele: ES, TS i ETZ (MZ ETZ 150, MZ ETZ 250 i MZ ETZ 251), oraz mniej znane BK 350 oraz RT 125.
Przez całą swoją historię MZ przeżywała różnorakie wzloty i upadki. Po zjednoczeniu Niemiec w 1990 roku, przemysł wschodnioniemiecki się załamał, a z nim również fabryka MZ. Tego samego roku, zakłady zostały sprywatyzowane. Dotychczasowe oprzyrządowanie sprzedano tureckiej firmie Kanuni, która kontynuowała produkcję modeli z serii ETZ w Turcji. Przy sprzedaży osprzętu i technologii produkcji pozbyto się również znaku firmowego i nazwy, co spowodowało konieczność zmiany nazwy spółki na MZ Motorrad- und Zweiradwerk GmbH oraz użycia zastępczego oznaczenia „MuZ”. Jednak w 1999 roku prawa zostały odzyskane. MZ zostało przejęte przez malezyjski koncern Hong Leong, co zapewniało jej byt finansowy. Nowym produktem niemieckich zakładów był MZ 1000S.
W 2008 koncern Hong Leong zamknął fabrykę. Jednakże istnieją szanse na kontynuowanie produkcji motocykli MZ, gdyż w marcu 2009 spółkę, pod nową nazwą Motorenwerke Zschopau GmbH, zakupili dwaj niemieccy zawodnicy motocyklowi Ralf Waldmann i Martin Wimmer. Na razie firma oferuje tylko skutery elektryczne Elektroroller Charly.

## Produkowane motocykle

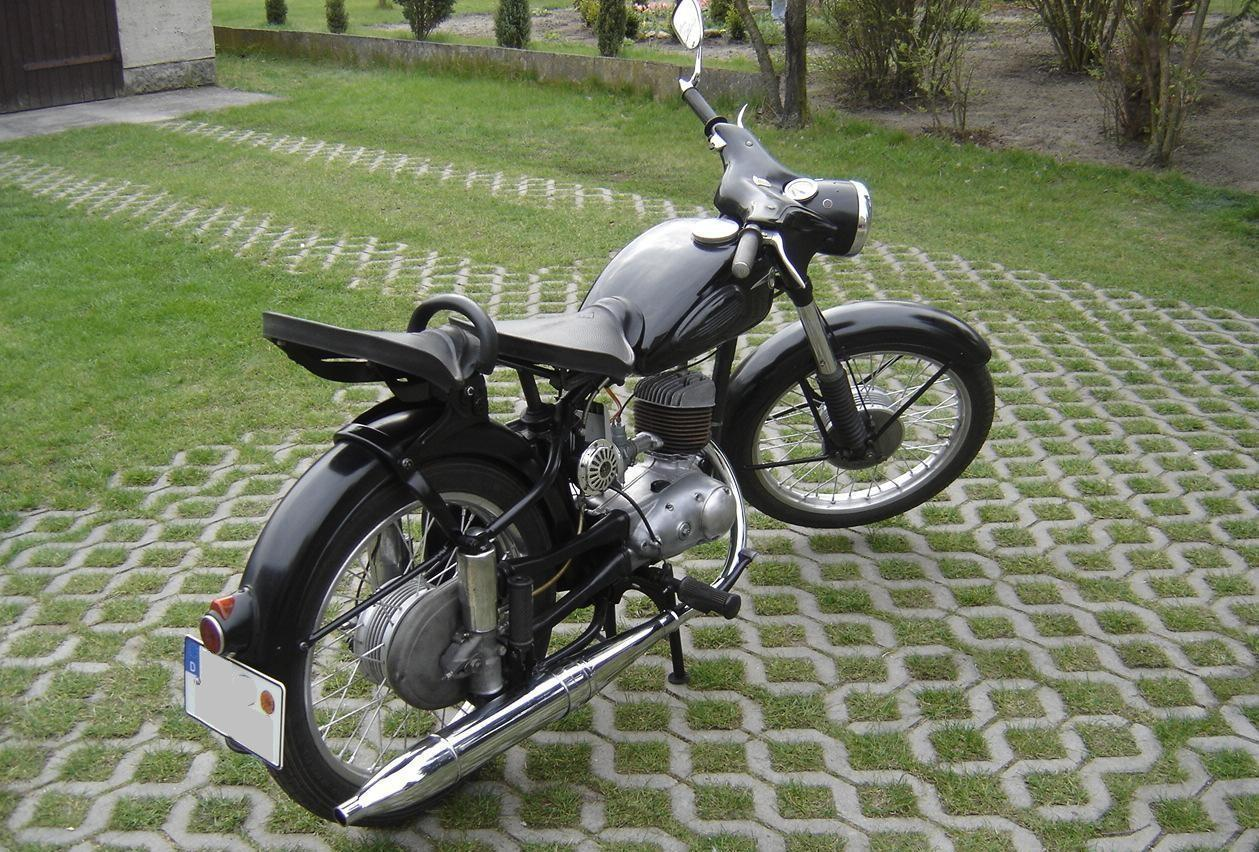
MZ RT 125
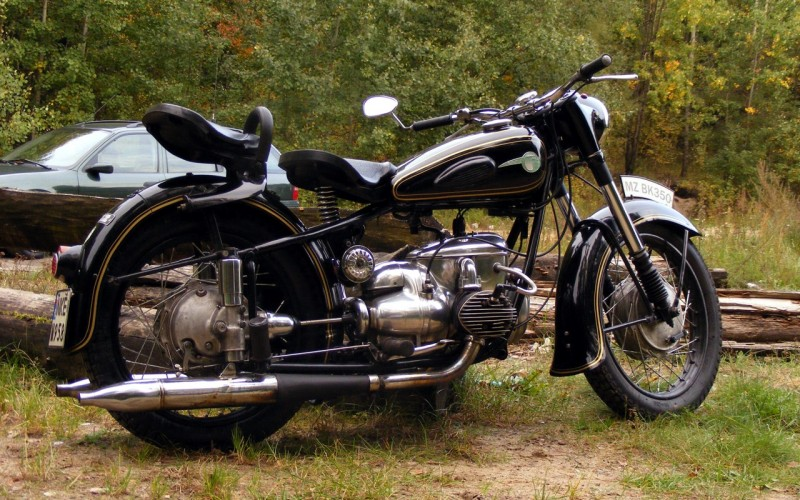
MZ BK 350
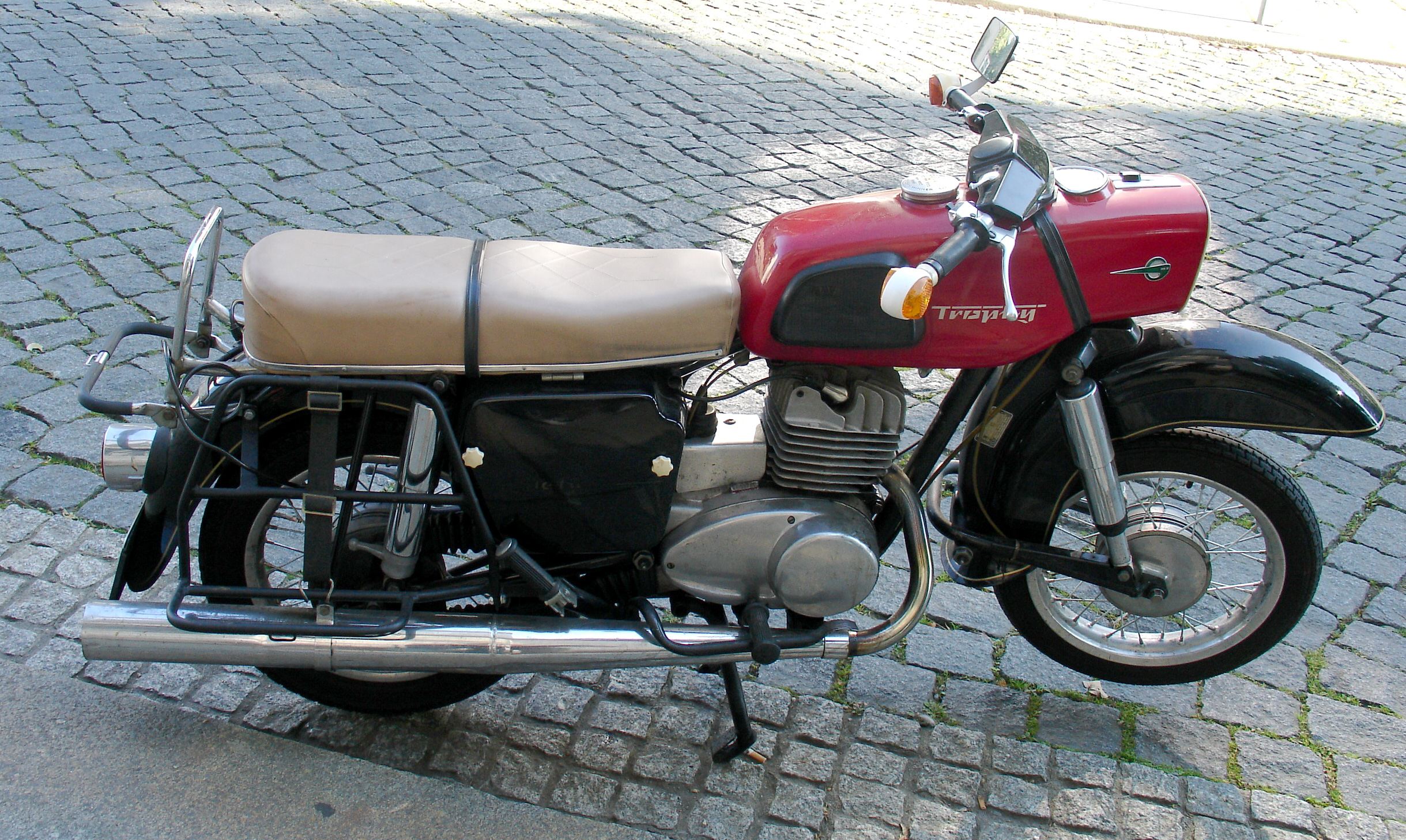
MZ ES Trophy
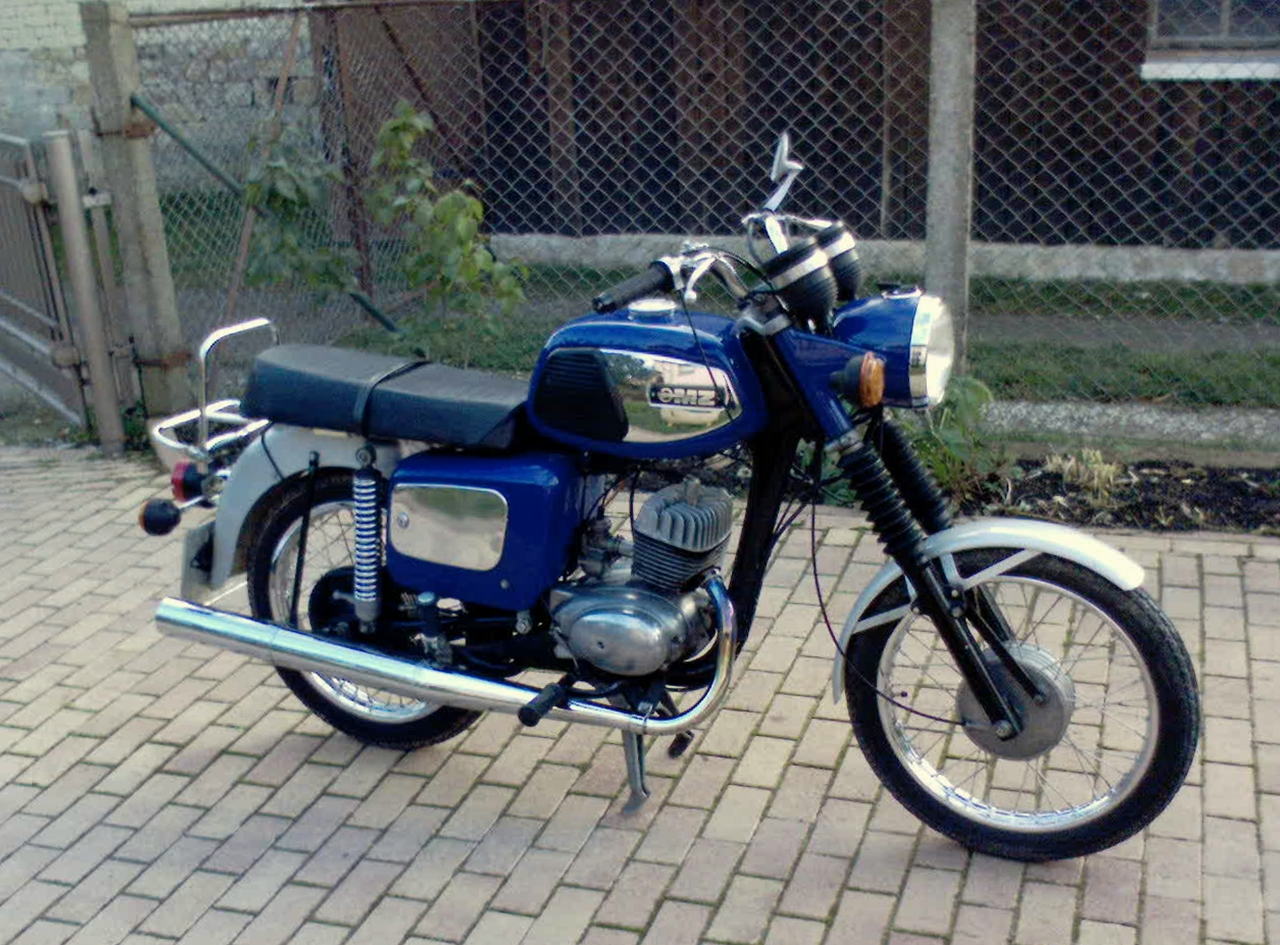
MZ TS 150 „Luxus”
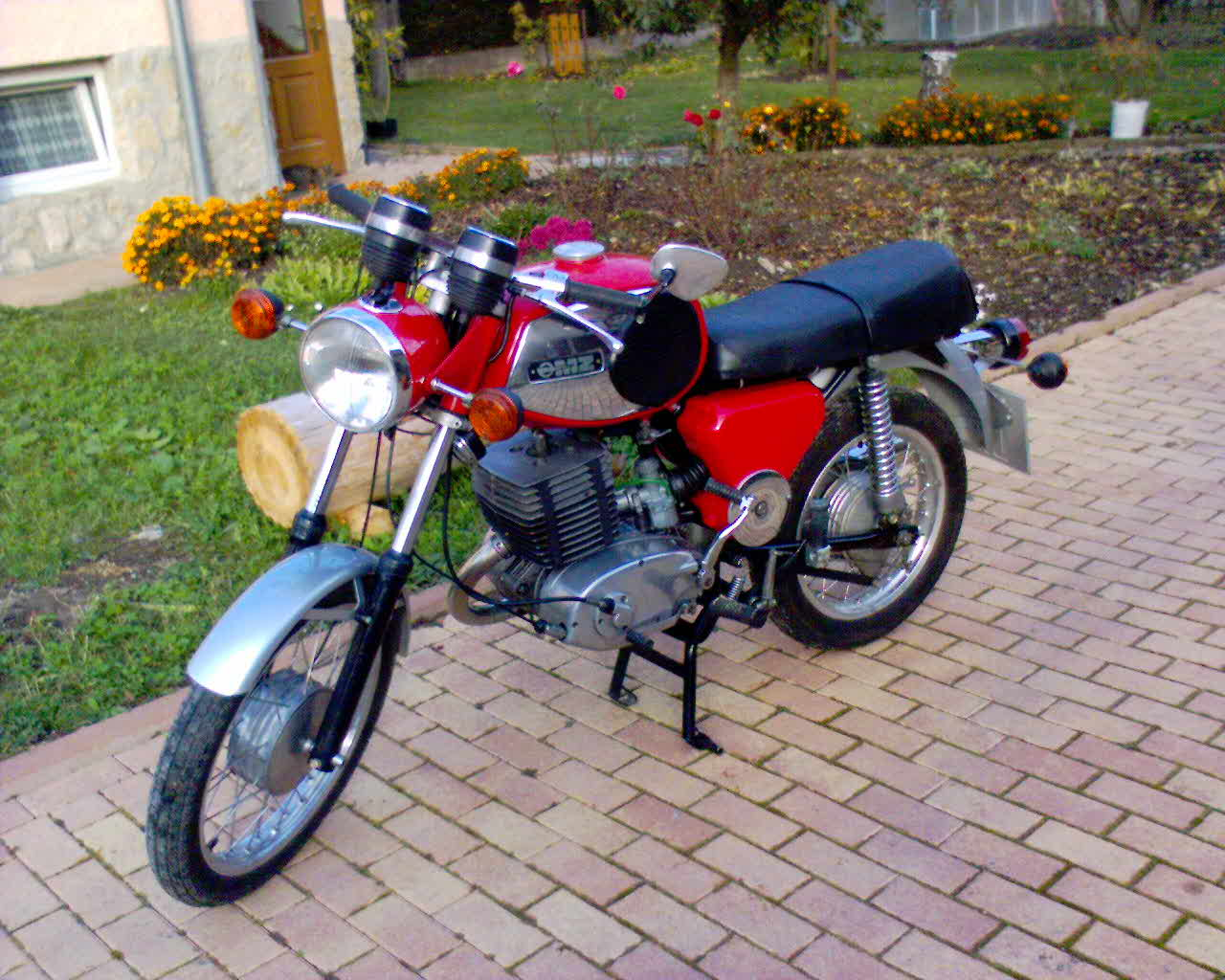
MZ TS 250/1 „Luxus”
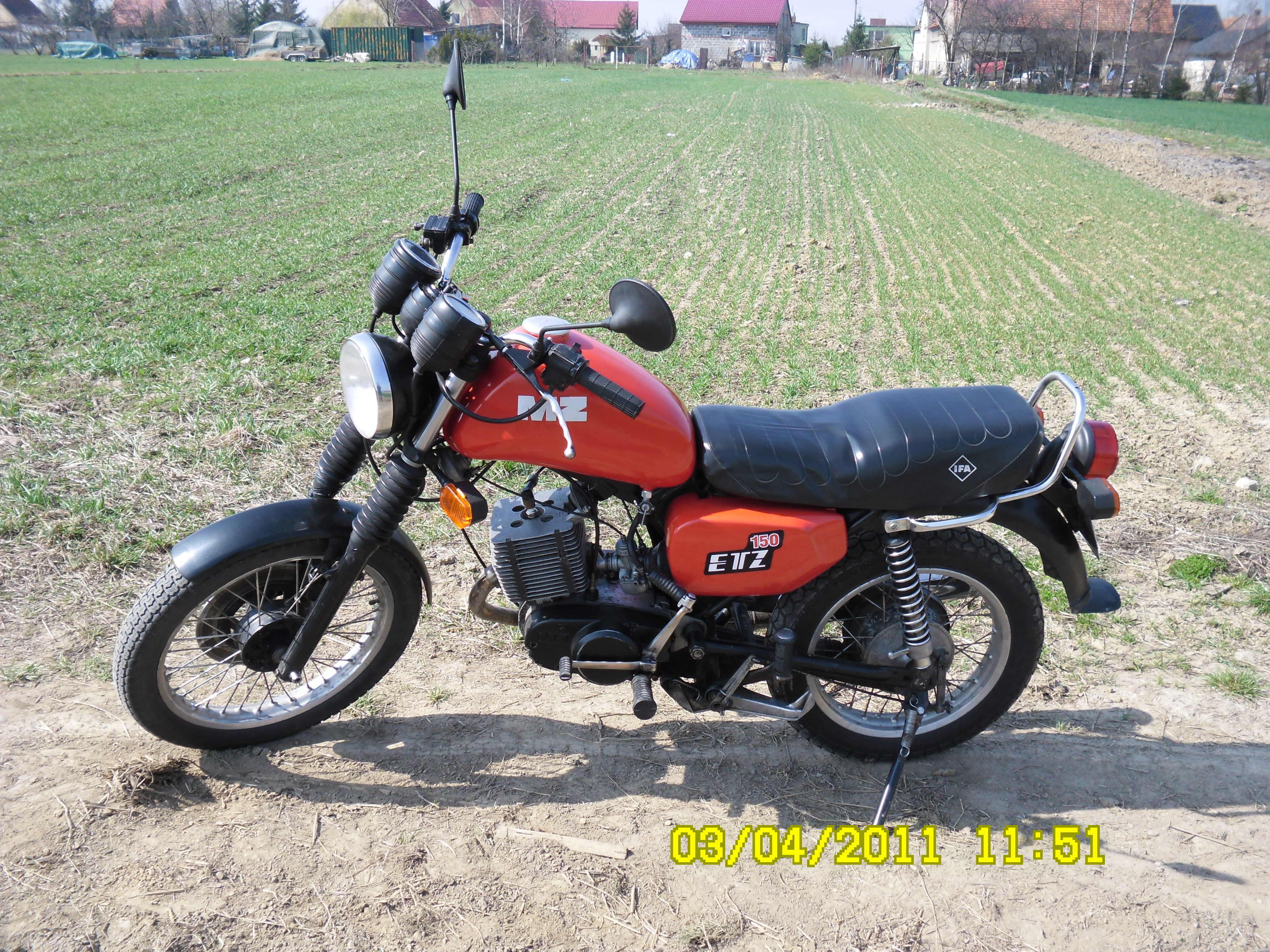
MZ ETZ 150
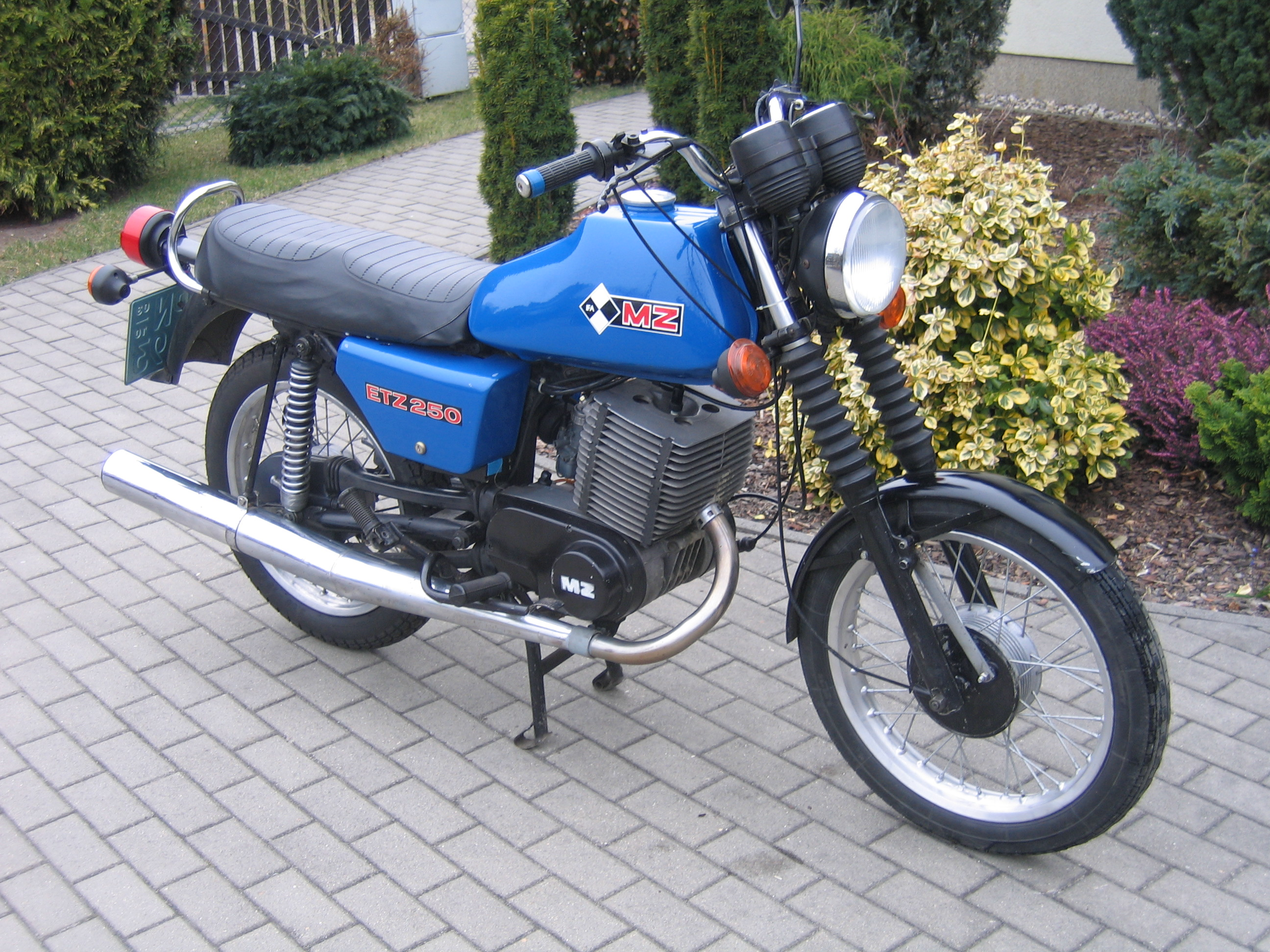
MZ ETZ 250
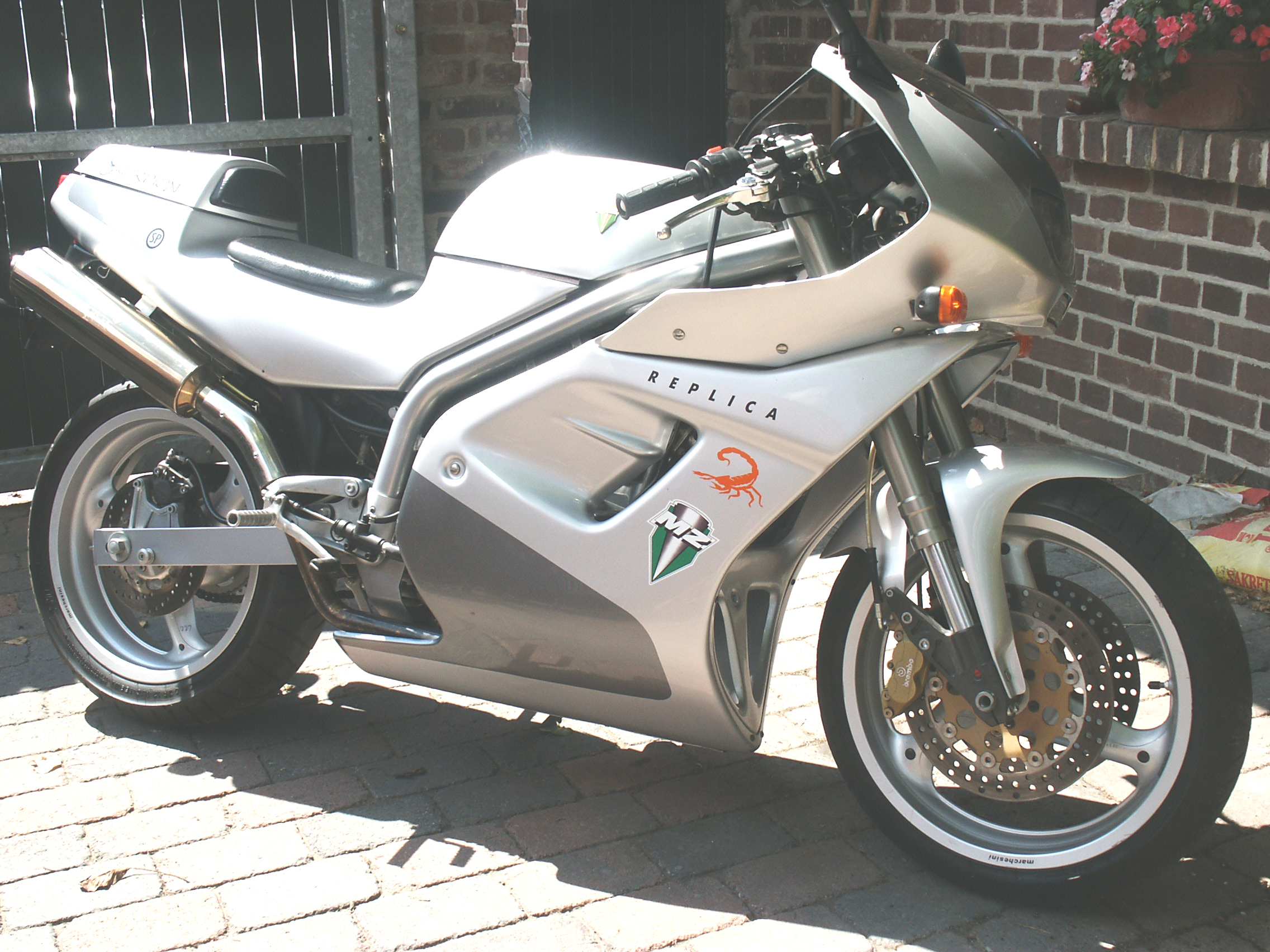
MZ Skorpion Replica
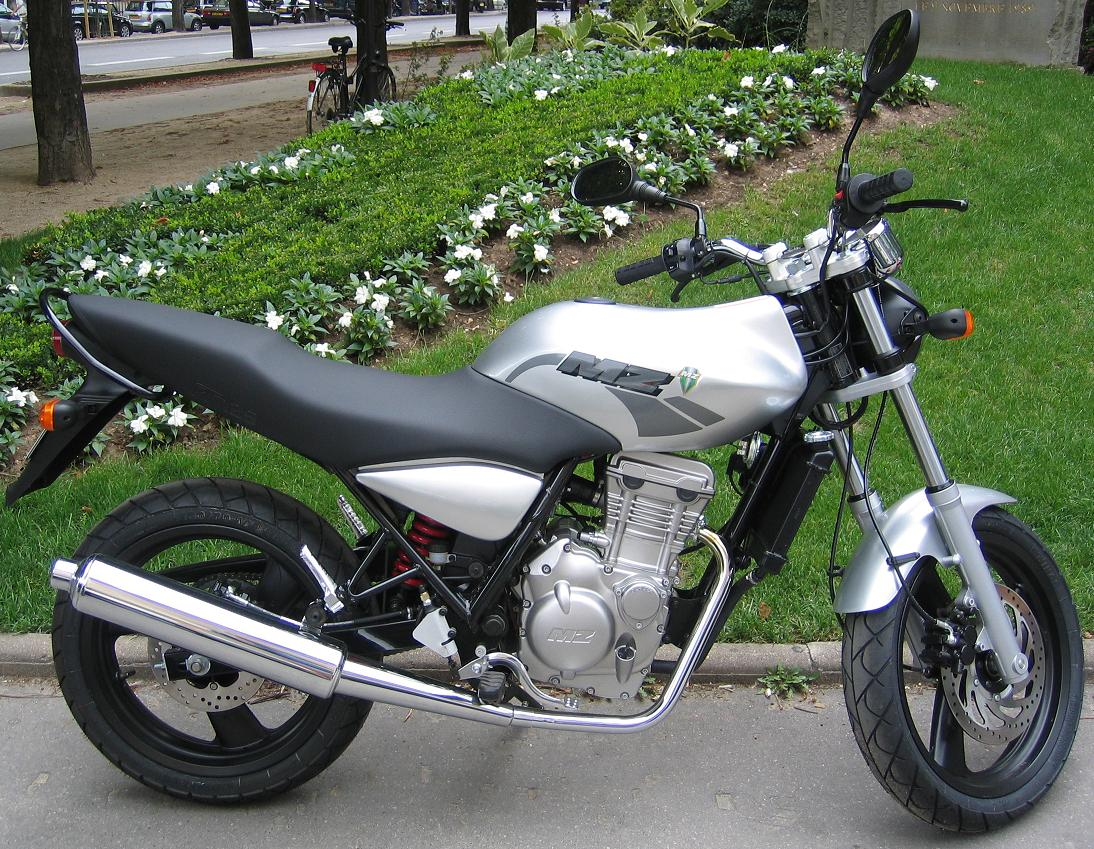
MZ RT 125 – model produkowany od 2000 roku